# Morus (oiseau)
Pour le genre de plantes, voir Mûrier
Genre
Le genre Morus regroupe trois espèces d'oiseaux marins, les fous, appartenant à la famille des Sulidae.

## Zoonymie
Le nom vernaculaire de fou est directement issu du latin morus lui-même issu du grec moros, « stupide », allusion au caractère peu farouche de cet oiseau face à l'homme qui pouvait facilement piller les œufs du nid.

## Liste des espèces
D'après la classification de référence (version 14.1, 2024) de l'Union internationale des ornithologues, il y a 3 espèces du genre Morus (ordre philogénique) :
- Morus bassanus (Linnaeus, 1758) — Fou de Bassan ;
- Morus capensis (Lichtenstein, MHC, 1823) — Fou du Cap ;
- Morus serrator (Gray, GR, 1843) — Fou austral.